# Topigs
Topigs is een Nederlands varkensfokkerijorganisatie die actief is in onder andere Nederland, Duitsland, België, Canada en China. Het hoofdkantoor is gevestigd in Vught. Het marktaandeel van Topigs in Nederland is ongeveer 85%. Topigs maakt deel uit van de Pigture Group. Concurrerende organisaties zijn onder andere Hypor en Danbred.

## Geschiedenis
Topigs is in 1999 ontstaan uit een fusie tussen de organisaties Stamboek Varkens, Fomeva, Dalland en Cofok.